# Terra de Marie Byrd

Mapa da Antártida, com as áreas reivindicadas por diversos países delimitadas por arcos coloridos.

Terra de Marie Byrd é uma porção de terra da Antártica a leste da plataforma de gelo Ross, ao sul do Oceano Pacífico, mais precisamente entre os meridianos 158° O e 103°24' O. O nome foi atribuído ao local em 1929, por Richard Byrd, que explorou a região no início do século XX, em homenagem à sua esposa.

## Visão geral
Devido a sua característica remota, mesmo para os padrões da Antártida, a maior parte da terra de Marie Byrd nunca foi reivindicada por nenhuma nação soberana, e é de longe o maior território não reclamado do planeta, com uma área de 1.610.000 km². A porção a oeste do meridiano 150° O faz parte da Dependência de Ross, uma região reivindicada pela Nova Zelândia.